# Kanton Saint-Florentin
Kanton Saint-Florentin (fr. Canton de Saint-Florentin) je francouzský kanton v departementu Yonne v regionu Burgundsko-Franche-Comté. Skládá se z 22 obcí. Před reformou kantonů 2014 ho tvořilo pět obcí.

## Obce kantonu
od roku 2015:
| - Beaumont - Beugnon - Butteaux - Chailley - Chemilly-sur-Yonne - Chéu - Germigny - Hauterive - Héry - Jaulges - Lasson | - Mont-Saint-Sulpice - Neuvy-Sautour - Ormoy - Percey - Saint-Florentin - Seignelay - Sormery - Soumaintrain - Turny - Vergigny - Villiers-Vineux |

před rokem 2015:
- Saint-Florentin
- Chéu
- Germigny
- Jaulges
- Vergigny